# 彩条屋影业
彩条屋影业成立于2015年，是光线传媒成立的全资动画子公司。

## 业务内容
彩条屋名字象征着为中国动画人遮风挡雨的屋子，其本身不直接制作动画电影，而是通过对旗下动画工作室的投资来参与动画创作，并由于该特点导致其旗下作品风格迥异。2023年，光线传媒又成立了光线动画，专门负责发行制作本部的动画电影。
彩条屋业务内容涉及三维动画电影、二维动画电影，其主要知名作品包括《大鱼海棠》（2016年）、《哪吒之魔童降世》（2019年）、《深海》（2023年）、《哪吒之魔童闹海》（2025年）等，其中《哪吒2》获得150.83亿票房，登顶全球动画电影票房冠军并进入全球電影票房前五。彩条屋早期还参与发行日本进口动画电影如《你的名字》（2016年）、《天气之子》（2019年）、《千与千寻》（2019年）等。
彩条屋普遍被认为和追光动画、华强方特是国内主要三大动画电影制作公司。在2023年，三家制作的动画电影总票房产出占中国内地动画电影总票房份额的58%。

## 电影作品
| 年份 | 片名                 | 导演         | 票房收入 | 制作       |
| ---- | -------------------- | ------------ | -------- | ---------- |
| 2015 | 西游记之大圣归来     | 田晓鹏       | 9.57亿   | 十月文化   |
| 2016 | 果宝特攻之水果大逃亡 | 王巍         | 834万    | 蓝弧文化   |
| 2016 | 我叫MT之山口山战记   | 核桃         | 1213万   | 七彩映画   |
| 2016 | 大鱼海棠             | 梁旋、张春   | 5.64亿   | 彼岸天文化 |
| 2016 | 精灵王座             | 宋岳峰       | 2509万   | 米粒文化   |
| 2017 | 大护法               | 不思凡       | 8760万   | 好传动画   |
| 2018 | 大世界               | 刘健         | 262万    | 乐无边动画 |
| 2018 | 熊出没·变形记        | 丁亮、林汇达 | 6.06亿   | 方特动漫   |
| 2018 | 昨日青空             | 奚超         | 8382万   | 咕咚动漫   |
| 2019 | 哪吒之魔童降世       | 饺子         | 50.35億  | 可可豆动画 |
| 2020 | 妙先生               | 李凌霄       | 1313.8万 | 咕咚动漫   |
| 2020 | 姜子牙               | 程腾、李炜   | 16.03亿  | 中传合道   |
| 2023 | 深海                 | 田晓鹏       | 9.2亿    | 十月文化   |
| 2023 | 茶啊二中             | 夏铭泽、阎凯 | 3.84亿   | 凝羽动画   |
| 2024 | 大雨                 | 不思凡       | 1729.4万 | 今涂影业   |
| 2025 | 哪吒之魔童闹海       | 饺子         | 150.83亿 | 可可豆动画 |
| 待定 | 大圣闹天宫           | 田晓鹏       |          | 十月文化   |
| 待定 | 大鱼海棠2            | 梁旋、张春   |          | 彼岸天文化 |

- ※《大圣归来》是彩条屋影业成立前已上映的作品，而光线影业在《大圣归来》电影上映前即投资了该电影导演田晓鹏所拥有的“十月文化”。
- ※因《凤凰》制作公司魔法动画倒闭，该项目已被終止[8]。

## 投资
十月文化、彼岸天、蓝弧文化（已退出）、全擎娱乐、光印影业、可可豆动画、玄机科技、颜开文化、中传和道、魔法动画（已退出）、易动传媒、通耀科技、青空绘彩。